# (9505) Lohengrin
(9505) Lohengrin ist ein Asteroid des Hauptgürtels, der am 29. September 1973 von den niederländischen Astronomen Cornelis Johannes van Houten, Ingrid van Houten-Groeneveld und Tom Gehrels am Palomar-Observatorium (IAU-Code 675) entdeckt wurde.
Der Asteroid wurde am 11. November 2000 nach Lohengrin benannt, der Titelfigur einer Oper des deutschen Komponisten Richard Wagner.